# Balsas Airport
Balsas Airport är en flygplats i Brasilien.   Den ligger i kommunen Balsas och delstaten Maranhão, i den östra delen av landet, 900 km norr om huvudstaden Brasília. Balsas Airport ligger 276 meter över havet.
Terrängen runt Balsas Airport är platt. Närmaste större samhälle är Balsas, 2,1 km öster om Balsas Airport.
Omgivningarna runt Balsas Airport är huvudsakligen savann. Runt Balsas Airport är det mycket glesbefolkat, med 5 invånare per kvadratkilometer.